# Kato Kaelin

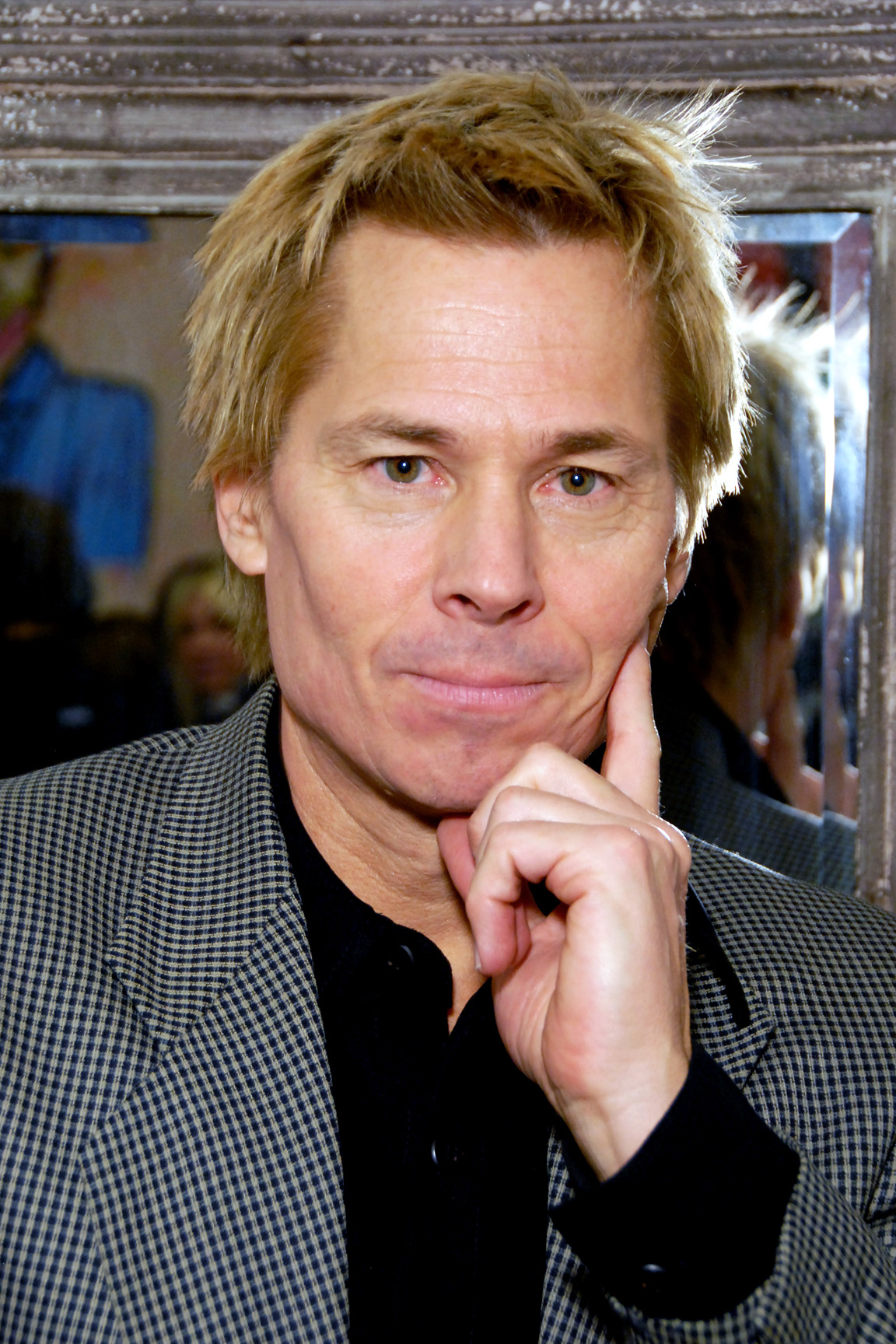
Kato Kaelin (2011)

Brian „Kato“ Kaelin (* 9. März 1959 in Milwaukee) ist ein US-amerikanischer Schauspieler.

## Leben
Kaelin spielte seit den 1980er Jahren verschiedene Rollen in US-amerikanischen Serien, Realityformaten und Fernsehfilmen.
Im Strafprozess gegen O. J. Simpson war Kaelin ein wichtiger Zeuge der Anklage. Kaelin wohnte zum damaligen Zeitpunkt kostenlos als „Hausgast“ bei O. J. Simpson. Zuvor hatte er als Untermieter bei Simpsons ermordeter Ex-Frau Nicole Brown Simpson gewohnt. Da Simpson eine Affäre der beiden befürchtete, hatte er Kato angeboten, stattdessen bei ihm zu wohnen und ihm bei seiner bis dahin weitgehend erfolglosen Schauspielerkarriere behilflich zu sein. Kaelin verbrachte nach eigenen Aussagen einen Teil des Tatabends zusammen mit Simpson. Für diese Zeit konnte Simpson somit ein Alibi vorweisen. Außerdem machte Kaelin weitere Zeugenaussagen zum emotionalen Zustand Simpsons am Tatabend. Kaelin sagte aus, dass Simpson ihm mit seiner Bewerbung für Schauspielrollen geholfen habe. Außerdem hätte Simpson ihn aufgefordert, seine Aussage, wonach er einen Teil des Abends in Simpsons Anwesenheit verbrachte, auf den mutmaßlichen Tatzeitpunkt auszudehnen. Kaelin machte eine solche Aussage in seiner Vernehmung unter Eid jedoch nicht.
Nach dem Prozess reiste Kaelin mit einem Reality-Format durch die USA und versuchte bei verschiedenen Prominenten ebenfalls als „Hausgast“ unterzukommen. In der Fernsehserie American Crime Story, deren erste Staffel den Simpson-Prozess thematisierte, wurde er von Billy Magnussen dargestellt. Kaelin selbst lehnte die Darstellung als „ungenau“ ab.

## Filmografie (Auswahl)
- 1987: Strandhasen II (Beach Fever)
- 1989: Night Shadow
- 1992: Prototype
- 1994: Sklave des Verlangens (Save Me)
- 1994: Cyborg 3
- 1994: Surf, Sand and Sex
- 1997: Soul of the Avenger
- 1998: Die Sportskanonen (BASEketball)
- 1998–1999: Auf schlimmer und ewig (Unhappily Ever After, Fernsehserie, 2 Episoden)
- 2002: Celebrity Boot Camp (Fernsehfilm)
- 2002: Fatal Kiss (Fernsehfilm)
- 2003: Pauly Shore is Dead
- 2003: Sabrina – Total Verhext! (Sabrina, the Teenage Witch, Fernsehserie, 1 Episode)
- 2006: The Still Life
- 2006: College Animals 2 (National Lampoon’s Dorm Daze 2)
- 2007: Revamped
- 2008: Dirty Jokes the Movie
- 2009: Ratko: The Dictator's Son
- 2011: Bis das Blut kocht (Panman)
- 2011: Can't Get Arrested (Fernsehserie, 2 Episoden)
- 2013: The Real Potheads of North Hollywood (Fernsehfilm)
- 2015: Sacred Blood
- 2015: Bob Thunder: Internet Assassin
- 2016: B.C. Butcher